# Собор Рождества Пресвятой Девы Марии (Кошице)
Собор Рождества Пресвятой Девы Марии (словац. Kostol narodenia Panny Márie) — грекокатолическая церковь, находящаяся в историческом центре города Кошице, Словакия. Церковь Рождества Пресвятой Девы Марии является кафедральным собором епархии Кошице Словацкой грекокатолической церкви.

## История
Грекокатолики стали селиться в Кошице с XVII века. В 1852 году в Кошице местным грекокатолическим епископом была построена часовня. До этого времени грекокатолики совершали свои богослужения во францисканской церкви, церкви премонстратов и изредка в часовне святого Михаила Архангела.
В 1880 году кошицкая грекокатолическая община купила землю возле своей часовни и стала строить церковь в неороманском стиле, строительство которой было закончено в 1886 году.
Во время правления коммунистических властей в Словакии, когда деятельность грекокатолической церкви была запрещена, церковь Рождества Пресвятой Девы Марии была передана в собственность Православной церкви.
В 1990 году храм был возвращён грекокатолической общине Кошице.
В 1997 году Святой Престол учредил Апостольский Экзархат Кошице и церковь Рождества стала кафедральным собором.